# Seeschlacht von St. Kitts
Die Seeschlacht bei St. Kitts (englisch: Battle of Saint Kitts auch Battle of Frigate Bay, französisch: Bataille de Saint-Christophe oder Bataille de Saint-Kitts auch Bataille de Frigate Bay) fand am 25. und 26. Januar 1782 während des Amerikanischen Unabhängigkeitskrieges zwischen einer britischen Flotte unter Konteradmiral Samuel Hood und einer französischen Flotte unter Admiral Comte de Grasse statt.

## Hintergrund
Trotz der Niederlage in der Chesapeake Bay und der Kapitulation Cornwallis bei Yorktown ging der Krieg gegen die Amerikaner auf See unvermittelt weiter. Im November kehrten Samuel Hood, Thomas Graves als auch François Joseph Paul de Grasse zu den Westindischen Inseln zurück. Auf seinem Weg dorthin ließ Hood fortlaufend Übungen auf seinen Schiffen durchführen und Konferenzen mit seinen Offizieren abhalten, um auf ein mögliches Treffen mit de Grasse vorbereitet zu sein. An die Admiralität gerichtet schrieb er:

“I will seek and give battle to the Count de Grasse, be his numbers as they may.”

„Ich werde den Count de Grasse suchen und ihm eine Schlacht liefern, mag er auch noch so übermächtig sein.“

## Auftakt
Hood hatte am 5. Dezember 1781 Barbados erreicht. Von dort erhielt er die Nachricht, dass de Grasse am 11. Januar 6.000 französische Soldaten auf der Insel St. Kitts angelandet hatte. Die britische Garnison unter General Thomas Fraser hatte sich daraufhin in die Festung Brimstone Hill zurückgezogen und wurde von den Franzosen belagert. Am 21. Januar ging Hood in Antigua vor Anker, um Reparaturen zu erledigen und Proviant aufzunehmen. Es wurden auch etwa 1.000 Soldaten eingeschifft, die zusammen mit den Marinesoldaten eine Landungstruppe von 2.400 Mann ergaben.

Durch die geringe Entfernung zwischen Antigua und St. Kitts erhielt Hood schnell genaue Informationen über die feindlichen Stellungen und konnte einen konkreten, gut ausgearbeiteten Plan erstellen. Am 23. Januar um 17:00 Uhr stach Hood mit Kurs auf Basseterre in See. Die französische Flotte, bestehend aus vierundzwanzig Linienschiffen, lag über die gesamte Reede von Basseterre in drei bis vier Faden (5,4–7,3 m) Tiefe vor Anker.

Hood hoffte, bei Tagesanbruch auf die überraschten Franzosen zu stoßen, die in Luv stehenden französischen Schiffe anzugreifen und von ihnen aus die Linie so weit zu passieren, wie es zweckmäßig erschien. Seine komplette Linie würde auf diese Weise an einem bestimmten exponierten Teil des Feindes vorbeiziehen und diesen so Stück für Stück zerstören. Die Briten würden dann wenden und in südöstlicher Richtung ankern.

## Die Schlacht

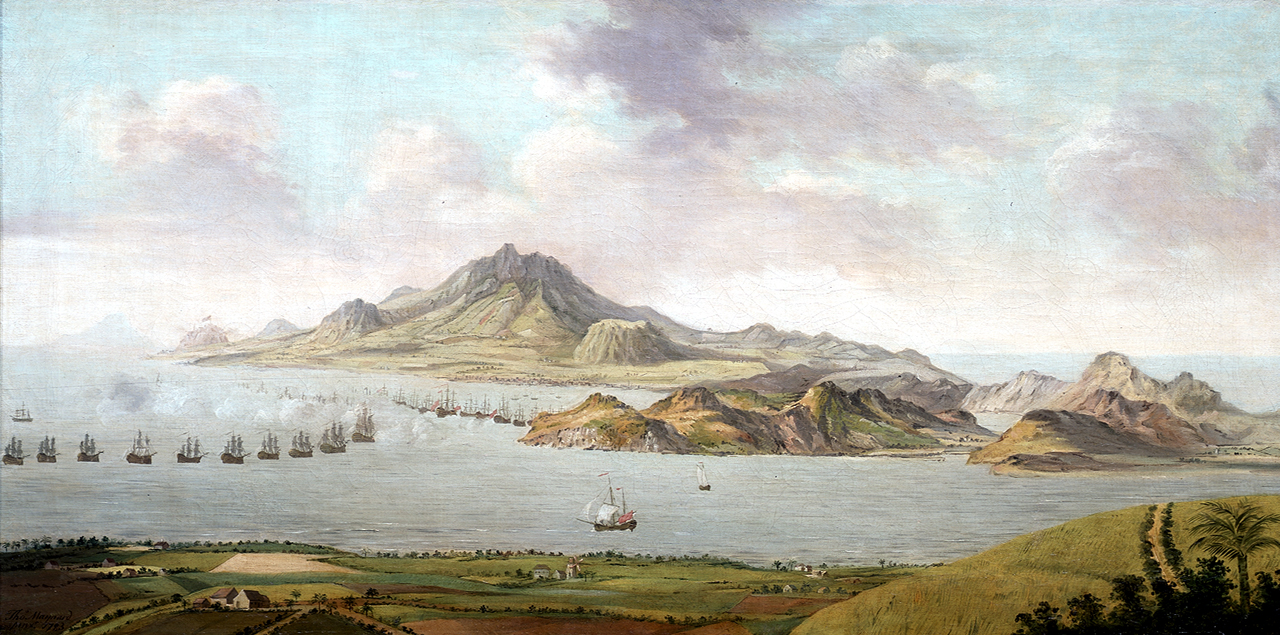
Seeschlacht von St. Kitts, 25. und 26. Januar 1782. Das französische Geschwader unter Graf de Grasse gegen Admiral Hood nach der Landung der französischen Truppen des Marquis de Bouille. (Gemälde von Thomas Maynard, 1783)

Am 25. Januar gegen 05:30 Uhr gab Hood Signal, auf Backbordbug zu gehen und eine Schlachtlinie zu bilden. Um 10:00 Uhr befanden sich alle Schiffe in Position, und kurz vor Mittag folgte der Befehl, sich zum Ankern vorzubereiten. Am Mittag fuhr die britische Flotte dicht entlang des Küstenstreifens von Nevis. Die Franzosen näherten sich aus südlicher Richtung. Um 14:00 Uhr feuerte die Ville de Paris, mehrere Schüsse auf die britische Nachhut ab.

Um 14:30 Uhr näherte sich der Rest der französischen Flotte der Barfleur und den Schiffen dahinter und eröffnete das Feuer. Um 15:30 Uhr begannen die führenden Schiffe in Schlachtlinie vor Anker zu gehen, wobei sie von den Breitseiten der Nachhut gedeckt wurden. Zwischen der Canada und dem nächsten Schiff, der Prudent, gab es einen beträchtlichen Abstand. Comte de Grasse hielt auf diese Lücke zu, um die drei hinteren Schiffe zu isolieren. Cornwallis erkannte die Gefahr und schloss zur Prudent auf; gemeinsam mit der Resolution und der Bedford, die ihm unmittelbar voraus waren.

Als die Nachhut der Briten vorstieß, gab sie die Breitseiten der nun verankerten Vorhut und des Zentrums frei, worauf diese das Feuer eröffneten. Während sich die britische Nachhut langsam auf ihre neue Position zu bewegte, befand sich die französische Flotte immer noch auf ihrem vorherigen Kurs. Dabei feuerte sie weiter auf die britischen Schiffe und halste schließlich auf Steuerbordbug nach Süden. Um 17:30 Uhr endeten alle Kampfhandlungen.
Am Morgen des 26. Januar lagen die britischen Schiffe L-förmig vor Frigate-Bay und schnitten so die französischen Schiffe von den französischen Truppen ab. Die Spitze lag am Südende der Bucht. Die weiteren Schiffe ankerten in einer Linie westlich des ersten Schiffs. Nach der Barfleur knickte die Schiffsreihe in einem stumpfen Winkel nach Norden in Richtung Basseterre ab.
Trotz der starken britischen Position versuchten die Franzosen erneut einen Durchbruch. Wieder erhielten die führenden Schiffe die vollen Breitseiten der Briten und wurden schwer getroffen. Nach einem weiteren vergeblichen Versuch brach de Grasse endgültig den Angriff ab. Da sich die britischen Truppen auf St. Kitts im Laufe des Tages ergeben hatten, verließ Hood in der Nacht unbemerkt seine Position und vereinigte sich mit der aus England zurückgekehrten Flotte Admiral Rodneys.
Auch wenn Hoods Versuch, die Eroberung von St. Kitts zu verhindern, misslang, war sein Manöver vom 25. Januar eines der brillantesten während dieses Krieges. Vereint mit der Flotte Rodneys entstand eine den Franzosen überlegene Streitmacht, die folgerichtig dann auch bei der Seeschlacht von Les Saintes siegreich war.

## Bedeutung
Die eigentliche Bedeutung dieser Seeschlacht wird oft unterschätzt. Eine Ähnlichkeit besteht mit der Seeschlacht bei Abukir. Eine in einer Bucht ankernde Flotte wird angegriffen. Während sich bei Abukir die Briten der französischen Linie jedoch in einem relativ flachen Winkel näherten, hat Hood bei St. Kitts dies durch seine geschickte Aufstellung verhindert, und die einlaufenden Franzosen waren – ohne vorerst selbst attackieren zu können – den britischen Breitseiten ausgesetzt. Hood war später nicht nur Nelsons Befehlshaber und Förderer, sondern auch sein Freund und Mentor.

## Schlachtordnung am 25. Januar 1782

### Großbritannien
| Admiral Sir Samuel Hood’s Flotte                    | Admiral Sir Samuel Hood’s Flotte | Admiral Sir Samuel Hood’s Flotte                             | Admiral Sir Samuel Hood’s Flotte | Admiral Sir Samuel Hood’s Flotte | Admiral Sir Samuel Hood’s Flotte | Admiral Sir Samuel Hood’s Flotte |
| Schiff                                              | Kanonen                          | Kommandant                                                   | Verluste                         | Verluste                         | Verluste                         | Anmerkungen |
| Schiff                                              | Kanonen                          | Kommandant                                                   | getötet                          | verwundet                        | Insgesamt                        | Anmerkungen |
| Vorhut                                              | Vorhut                           | Vorhut                                                       | Vorhut                           | Vorhut                           | Vorhut                           | Vorhut |
| --------------------------------------------------- | -------------------------------- | ------------------------------------------------------------ | -------------------------------- | -------------------------------- | -------------------------------- | --- |
| St Albans                                           | 64                               | Captain Charles Inglis                                       | 0                                | 0                                | 0                                | |
| Alcide                                              | 74                               | Captain Charles Thompson                                     | 2                                | 4                                | 6                                | |
| Intrepid                                            | 64                               | Captain Anthony James Pye Molloy                             | 2                                | 0                                | 2                                | |
| Torbay                                              | 74                               | Captain Lewis Gedoin                                         | 0                                | 0                                | 0                                | |
| Princessa                                           | 70                               | Rear-Admiral Francis Samuel Drake Captain Charles Knatchbull | 2                                | 4                                | 6                                | Flaggschiff der Führungsspitze |
| Prince George                                       | 98                               | Captain James Williams                                       | 1                                | 3                                | 4                                | |
| Ajax                                                | 74                               | Captain Nicholas Charrington                                 | 1                                | 12                               | 13                               | |
| Zentrum                                             |                                  |                                                              |                                  |                                  |                                  | |
| Prince William                                      | 64                               | Captain George Wilkinson                                     | 0                                | 3                                | 3                                | |
| Shrewsbury                                          | 74                               | Captain John Knight                                          | 3                                | 7                                | 10                               | |
| Invincible                                          | 74                               | Captain Charles Saxton                                       | 0                                | 2                                | 2                                | |
| Barfleur                                            | 98                               | Rear-Admiral Sir Samuel Hood Captain Alexander Hood          | 9                                | 24                               | 33                               | Flaggschiff der Mitte |
| Monarch                                             | 74                               | Captain Francis Reynolds                                     | 2                                | 2                                | 4                                | |
| Belliqueux                                          | 64                               | Captain Lord Cranstoun                                       | 5                                | 7                                | 12                               | |
| Centaur                                             | 74                               | Captain John Nicholson Inglefield                            | 0                                | 12                               | 12                               | |
| Alfred                                              | 74                               | Captain William Bayne                                        | 2                                | 20                               | 2                                | Kollidierte am 24. Januar 1782 mit der HMS Nymph (14 Kanonen), die daraufhin nach Antigua zurückkehren musste. Die HMS Alfred konnte repariert werden. |
| Nachhut                                             |                                  |                                                              |                                  |                                  |                                  | |
| Russell                                             | 74                               | Captain Henry Edwyn Stanhope                                 | 8                                | 29                               | 37                               | |
| Resolution                                          | 74                               | Captain Lord Robert Manners                                  | 5                                | 11                               | 16                               | |
| Bedford                                             | 74                               | Commodore Edmund Affleck Captain Thomas Graves               | 2                                | 15                               | 17                               | Flaggschiff des Endes |
| Canada                                              | 74                               | Captain William Cornwallis                                   | 1                                | 12                               | 13                               | |
| Prudent                                             | 64                               | Captain Andrew Barclay                                       | 18                               | 36                               | 54                               | |
| Montague                                            | 74                               | Captain George Bowen                                         | 7                                | 23                               | 30                               | |
| America                                             | 64                               | Captain Samuel Thompson                                      | 1                                | 17                               | 18                               | |
| Zugeordnete Fregatten                               |                                  |                                                              |                                  |                                  |                                  | |
| Führungsspitze                                      |                                  |                                                              |                                  |                                  |                                  | |
| Eurydice                                            | 24                               | Captain George Wilson                                        | 0                                | 0                                | 0                                | |
| Mitte                                               |                                  |                                                              |                                  |                                  |                                  | |
| Pegasus                                             | 28                               | Captain John Stanhope                                        | 0                                | 0                                | 0                                | |
| Fortunee                                            | 28                               | Captain Hugh Cloberry Christian                              | 0                                | 0                                | 0                                | |
| Lizard                                              | 28                               | Captain Edmund Dod                                           | 0                                | 0                                | 0                                | Kaperte am 24. Januar 1782 die L’Espion, ein Versorgungsschiff mit 18 Kanonen                                                                          |
| Champion                                            | 24                               | Captain Thomas Wells                                         | 1                                | 1                                | 2                                | Signalwiederholung |
| Convert                                             | 32                               | Captain Henry Harvey                                         | 0                                | 0                                | 0                                | |
| Triton                                              | 28                               | Captain John M’Lawrin                                        | 0                                | 0                                | 0                                | |
| Ende                                                |                                  |                                                              |                                  |                                  |                                  | |
| Sibyl                                               | 28                               | Captain John Norton                                          | 0                                | 0                                | 0                                | |
| Solebay                                             | 28                               | Captain Charles Holmes Everett                               | 0                                | 0                                | 0                                | wurde von einer französischen Fregatte abgedrängt und lief auf Grund, von Crew verlassen und angezündet                                                |
| Gesamtverluste: 72 getötet, 244 verwundet, 1 Schiff |                                  |                                                              |                                  |                                  |                                  | |
| [ 3 ]                                               |                                  |                                                              |                                  |                                  |                                  | |

### Frankreich
| Admiral Comte de Grasse’s Flotte                                                                    | Admiral Comte de Grasse’s Flotte | Admiral Comte de Grasse’s Flotte             | Admiral Comte de Grasse’s Flotte | Admiral Comte de Grasse’s Flotte | Admiral Comte de Grasse’s Flotte | Admiral Comte de Grasse’s Flotte                                         |
| Schiff                                                                                              | Kanonen                          | Kommandant                                   | Verluste                         | Verluste                         | Verluste                         | Anmerkungen                                                              |
| Schiff                                                                                              | Kanonen                          | Kommandant                                   | getötet                          | verwundet                        | Insgesamt                        | Anmerkungen                                                              |
| --------------------------------------------------------------------------------------------------- | -------------------------------- | -------------------------------------------- | -------------------------------- | -------------------------------- | -------------------------------- | ------------------------------------------------------------------------ |
| Souverain                                                                                           | 74                               | de Glandevès                                 |                                  |                                  |                                  |                                                                          |
| Hercule                                                                                             | 74                               | Chadeau de Laclocheterie                     |                                  |                                  |                                  |                                                                          |
| Languedoc                                                                                           | 80                               | Jean-François d’Arros d’Argelos              |                                  |                                  |                                  |                                                                          |
| Duc de Bourgogne                                                                                    | 80                               | Pierre Joseph François Samson de Champmartin |                                  |                                  |                                  | Flaggschiff von Chef d’escadre Charles Régis de Coriolis d’Espinouse     |
| Marseillois                                                                                         | 74                               | Henri-César de Castellane-Majastre           |                                  |                                  |                                  |                                                                          |
| Jason                                                                                               | 64                               | Couète de Villages                           |                                  |                                  |                                  |                                                                          |
| Magnanime                                                                                           | 74                               | Le Bègue                                     |                                  |                                  |                                  |                                                                          |
| Zélé                                                                                                | 74                               | de Gras-Préville                             |                                  |                                  |                                  |                                                                          |
| Éveillé                                                                                             | 64                               | Le Gardeur de Tilly                          |                                  |                                  |                                  |                                                                          |
| Saint-Esprit                                                                                        | 80                               | Joseph-Bernard de Chabert-Cogolin            |                                  |                                  |                                  |                                                                          |
| Sceptre                                                                                             | 74                               | Louis de Rigaud de Vaudreuil                 |                                  |                                  |                                  |                                                                          |
| Ville de Paris                                                                                      | 104                              | Antoine Cresp de Saint-Cézaire               |                                  |                                  |                                  | Flottenflaggschiff von Lieutenant-général François Joseph Paul de Grasse |
| César                                                                                               | 74                               | Coriolis d’Espinouse                         |                                  |                                  |                                  |                                                                          |
| Northumberland                                                                                      | 74                               | de Briqueville                               |                                  |                                  |                                  |                                                                          |
| Diadème                                                                                             | 74                               | Louis-Augustin de Monteclerc                 |                                  |                                  |                                  |                                                                          |
| Glorieux                                                                                            | 74                               | d’Escars                                     |                                  |                                  |                                  |                                                                          |
| Citoyen                                                                                             | 74                               | Alexandre de Thy (Comte d’Ethy)              |                                  |                                  |                                  |                                                                          |
| Scipion                                                                                             | 74                               | Dassas                                       |                                  |                                  |                                  |                                                                          |
| Ardent                                                                                              | 64                               | Charles-René Bernard de Marigny              |                                  |                                  |                                  |                                                                          |
| Neptune                                                                                             | 74                               | Renaud d’Aleins                              |                                  |                                  |                                  |                                                                          |
| Auguste                                                                                             | 80                               | Pierre-Joseph de Castellan                   |                                  |                                  |                                  | Flaggschiff von Chef d’escadre Louis Antoine de Bougainville             |
| Bourgogne                                                                                           | 74                               | de Charitte                                  |                                  |                                  |                                  |                                                                          |
| Pluton                                                                                              | 74                               | François Hector d’Albert de Rions            |                                  |                                  |                                  |                                                                          |
| Caton                                                                                               | 64                               | Georges-Francois Godefroy de Framond         |                                  |                                  |                                  |                                                                          |
| Sagittaire                                                                                          | 50                               | de Montluc                                   |                                  |                                  |                                  |                                                                          |
| Experiment                                                                                          | 50                               | de Médine                                    |                                  |                                  |                                  |                                                                          |
| Gesamtverluste: 107 getötet, 204 verwundet, 1 Schiff                                                |                                  |                                              |                                  |                                  |                                  |                                                                          |
| Quelle: Onésime-Joachim Troude: Batailles navales de la France, Challamel ainé, 1867, vol.2, S. 215 |                                  |                                              |                                  |                                  |                                  |                                                                          |